# Günther Beck von Mannagetta und Lerchenau
Günther Ritter von Beck Mannagetta und Lerchenau (25. srpna 1856, Bratislava – 23. června 1931, Praha) byl slovensko-rakouský botanik.

## Život
Studoval na univerzitě ve Vídni, kde absolvoval v roce 1878. Poté pracoval jako dobrovolník v Botanisches Hofkabinett (později Muzeum přírodní historie). Posléze se tam stal vedoucím botanické katedry (1885–1899). V roce 1895 se stal docentem na univerzitě ve Vídni. Od roku 1899 do roku 1921 byl profesorem botaniky na německé části Univerzity Karlovy v Praze. Byl v Praze rovněž vedoucím univerzitní botanické zahrady. V Praze i skonal.

Jeho hlavními odbornými zájmy byla geografie a flóra Alp a Balkánu. Provedl výraznou změnu v systematice láčkovek, když podrod Eunepenthes rozdělil do tří podskupin: Retiferae, Pruinosae a Apruinosae. 